# ارلاند یوسفسن
ارلاند یوسفسن (سوئدی: Erland Josephson؛ ۱۵ ژوئن ۱۹۲۳ – ۲۵ فوریهٔ ۲۰۱۲) یک هنرپیشه، پدیدآور، و کارگردان اهل سوئد بود. وی بین سال‌های ۱۹۴۶ تا ۲۰۰۶ میلادی فعالیت می‌کرد.
از فیلم‌هایی که وی در آن نقش داشته است، می‌توان به هانوسن، فانی و الکساندر، چهره، قربانی، سونات پاییزی، چهره‌به‌چهره، نگاه خیره اولیس، پس از تمرین، فریادها و نجواها، صحنه‌هایی از یک ازدواج، فلوت جادویی، سبکی تحمل‌ناپذیر هستی، نوستالژی، ساراباند، عصر بخیر، آقای والنبری، گاو نر، ملاقات با ونوس و انتقام اشاره کرد. او بیشتر به دلیل بازی در فیلم‌های اینگمار برگمان و آندری تارکوفسکی شناخته می‌شود.